# Dinocryptops miersii
Dinocryptops miersii är en mångfotingart som först beskrevs av Newport 1845.  Dinocryptops miersii ingår i släktet Dinocryptops och familjen Scolopocryptopidae.

## Underarter
Arten delas in i följande underarter:
- D. m. miersii
- D. m. fijiensis